# Ventersdorp
Ventersdorp (officieel Ventersdorp Local Municipality) was een gemeente in het Zuid-Afrikaanse district Dr Kenneth Kaunda. De voormalige gemeente Ventersdorp lag in de provincie Noordwest en telde 56.702 inwoners. Na de lokale Zuid-Afrikaanse verkiezingen van augustus 2016 werd de gemeente Ventersdorp samen met de gemeente Tlokwe toegevoegd aan de nieuw gevormde gemeente JB Marks Local Municipality.
Ventersdorp werd in 1866 gesticht en groeide rond een gereformeerde kerk. De plaats is vernoemd naar Johannes Venter op wiens land de kerk was gebouwd.
Ventersdorp is de geboorteplaats van Eugène Terre'Blanche en de thuisbasis van de Afrikaner Weerstandsbeweging.

## Hoofdplaatsen
Het nationaal instituut voor de statistiek, Stats SA, deelde sinds de census 2011 deze gemeente in elf zogenaamde hoofdplaatsen in (main place):
Appeldraai • Bruidegomskraal • Doornkop • GaMogopa • Goedgevonden A • Makokskraal • Tshing • Ventersdorp • Ventersdorp NU • Vlieger • Welgevonden.

## Geboren
- Eugène Terre'Blanche (1941-2010), voorman van de extreemrechtse Afrikaner Weerstandsbeweging
- Klaus Duschat (1955), Duits beeldhouwer